# Pyrausta insignitalis
Pyrausta insignitalis is een vlinder van de familie van de grasmotten (Crambidae). De wetenschappelijke naam van deze soort is voor het eerst voorgesteld als Rhodaria insignitalis door Achille Guenée in een publicatie uit 1854.
De soort komt voor in het zuidoosten van de Verenigde Staten, Cuba, Jamaica, Puerto Rico, de Maagdeneilanden, Honduras en Frans-Guyana.